# Lommedalen
Lommedalen je vesnice v malém údolí v obci Bærum v kraji Akershus v Norsku. Žije zde přibližně 11 tisíc obyvatel. Údolí Lommedalen se otevírá u Bærums Verk a táhne se asi 5 kilometrů na sever.
Údolím protéká řeka Lomma.
Lommedalen je v zimě oblíbeným místem pro lyžování a slalom a v létě pro projížďky na koních. Nachází se zde jezero Burudvann, které je oblíbenou turistickou destinací. V oblasti se také necházejí dvě golfová hřiště, Golfového klubu Lommedalen a Golfového klubu Bærum.
Kostel v Lommedalenu (Lommedalen kirke) pochází z roku 1995. Kostel je obdélníkového půdorysu a má 700 míst k sezení.

## Lidé spojení s Lommedalenem
- Ari Behn (1972–2019), autor a bývalý manžel princezny Marty Louise
- Narve Bonna (1901 - 1976), skokan na lyžích
- Magnus Carlsen (*1990), šachista
- Leif Kristian Haugen (*1987), závodník v alpském lyžování na Světovém poháru
- Aleksander Aamodt Kilde (*1992), závodník v alpském lyžování na Světovém poháru
- Thomas Rogne (*1990), fotbalista
- Rune Velta (*1989), skokan na lyžích

## Galerie

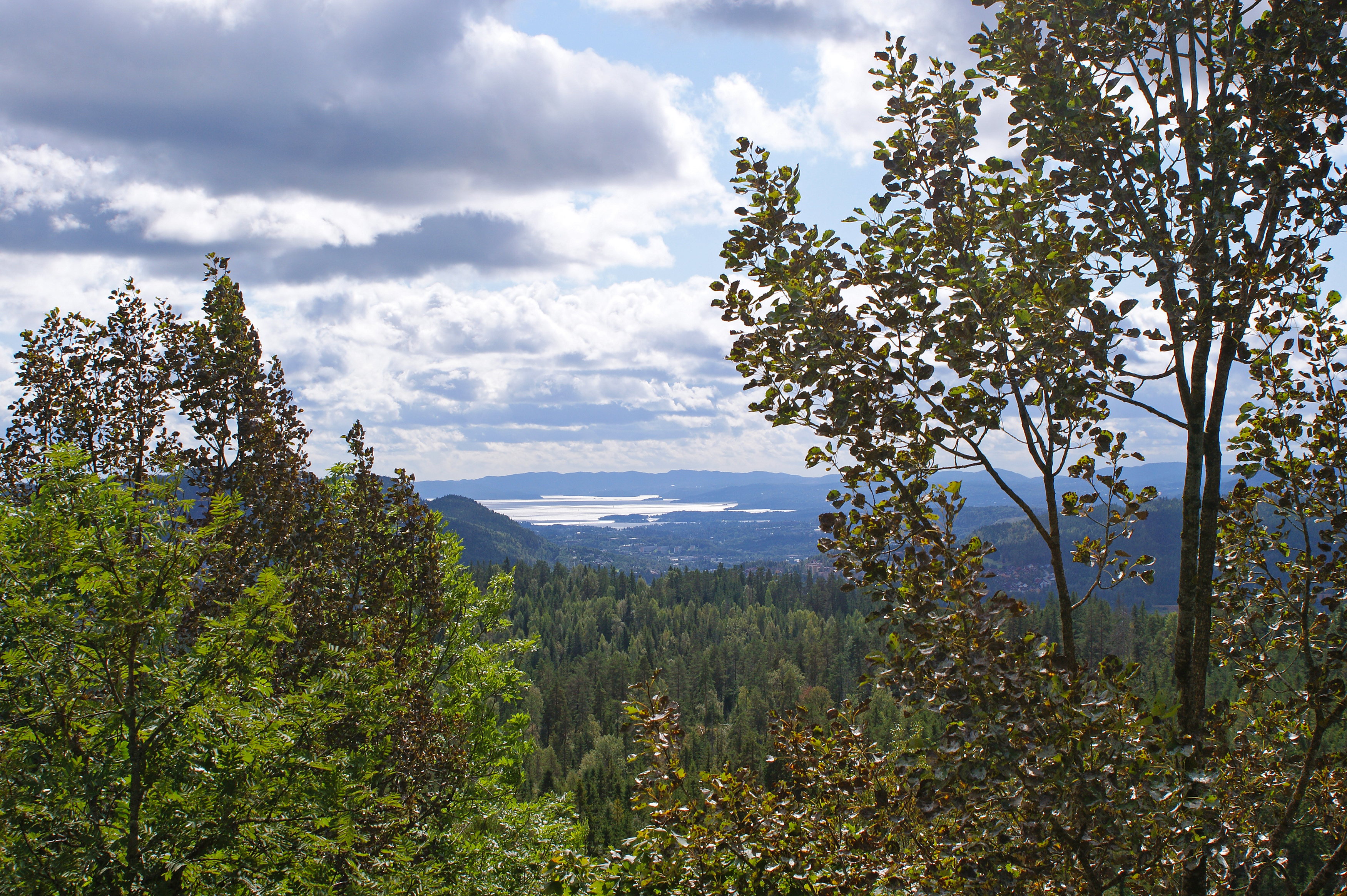
Pohled na Lommedalen
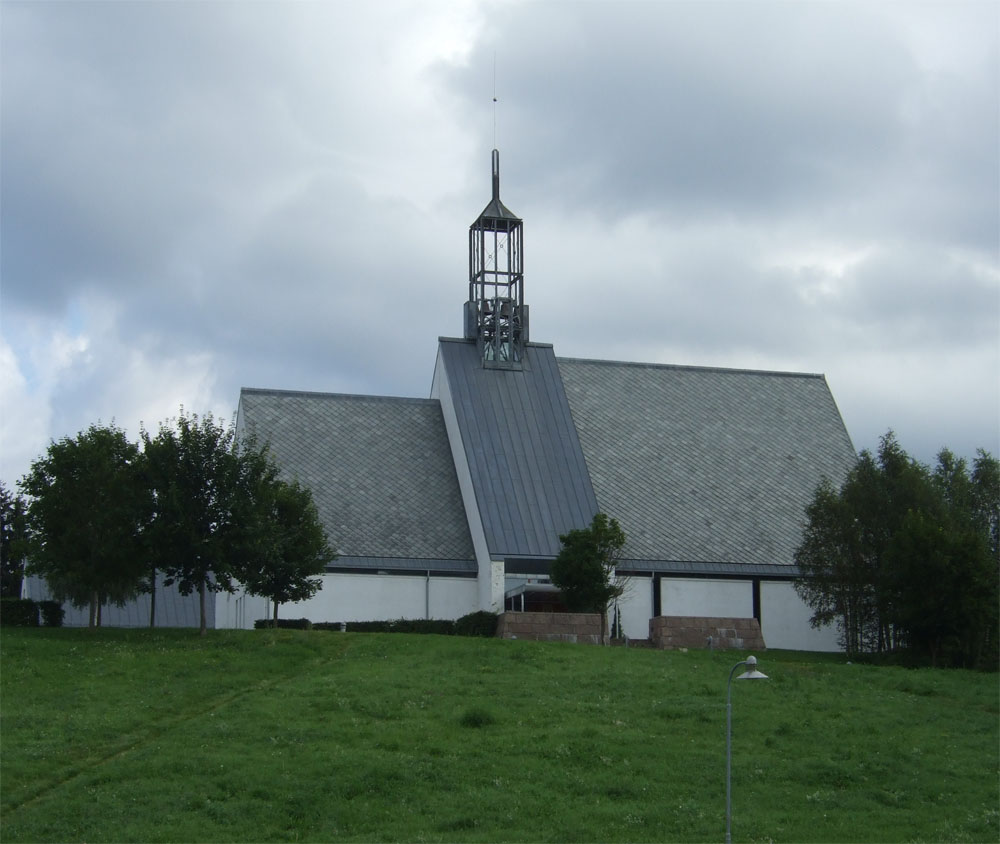
Kostel v Lommedalenu
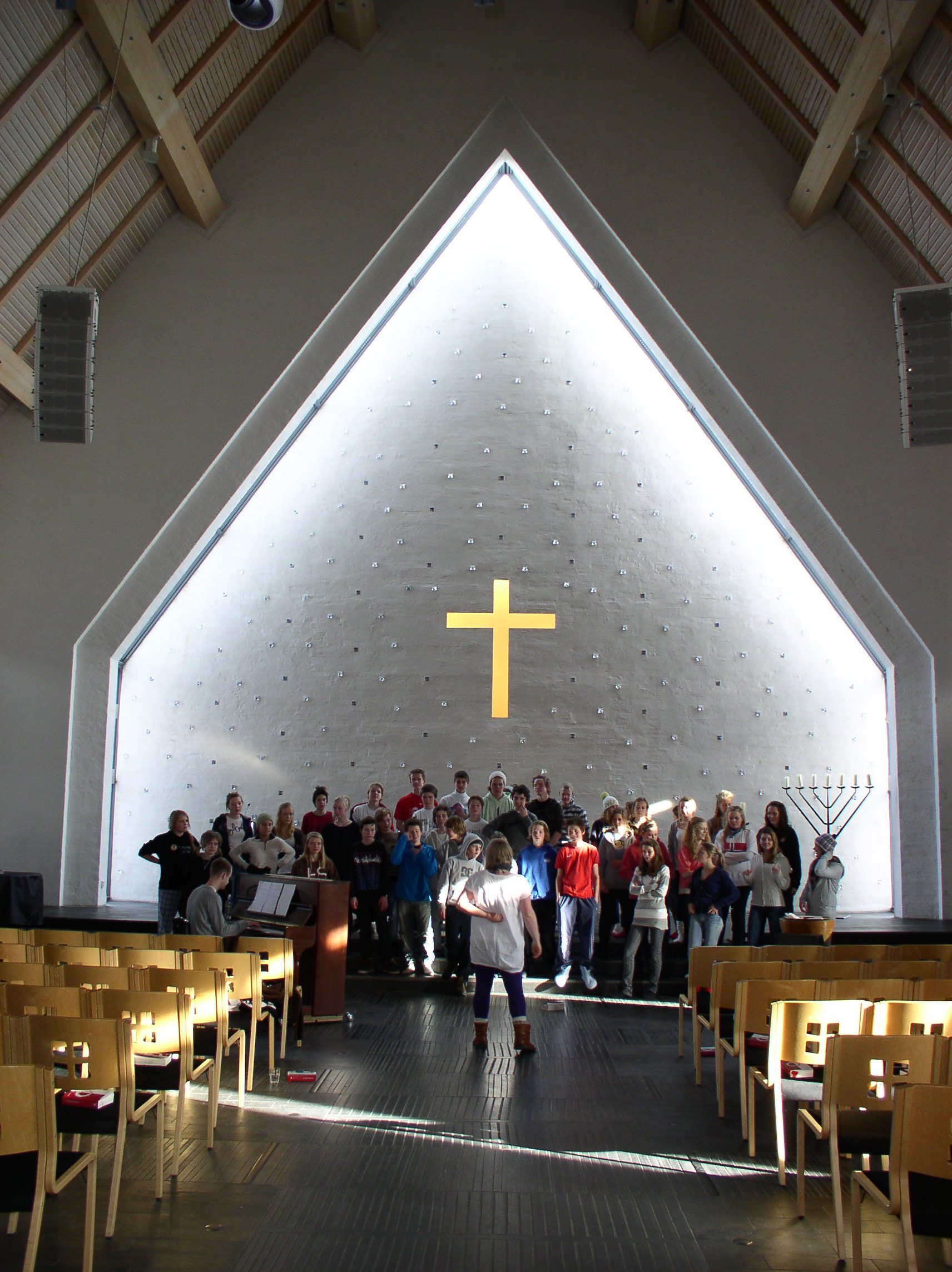
Interiér kostela v Lommedalenu
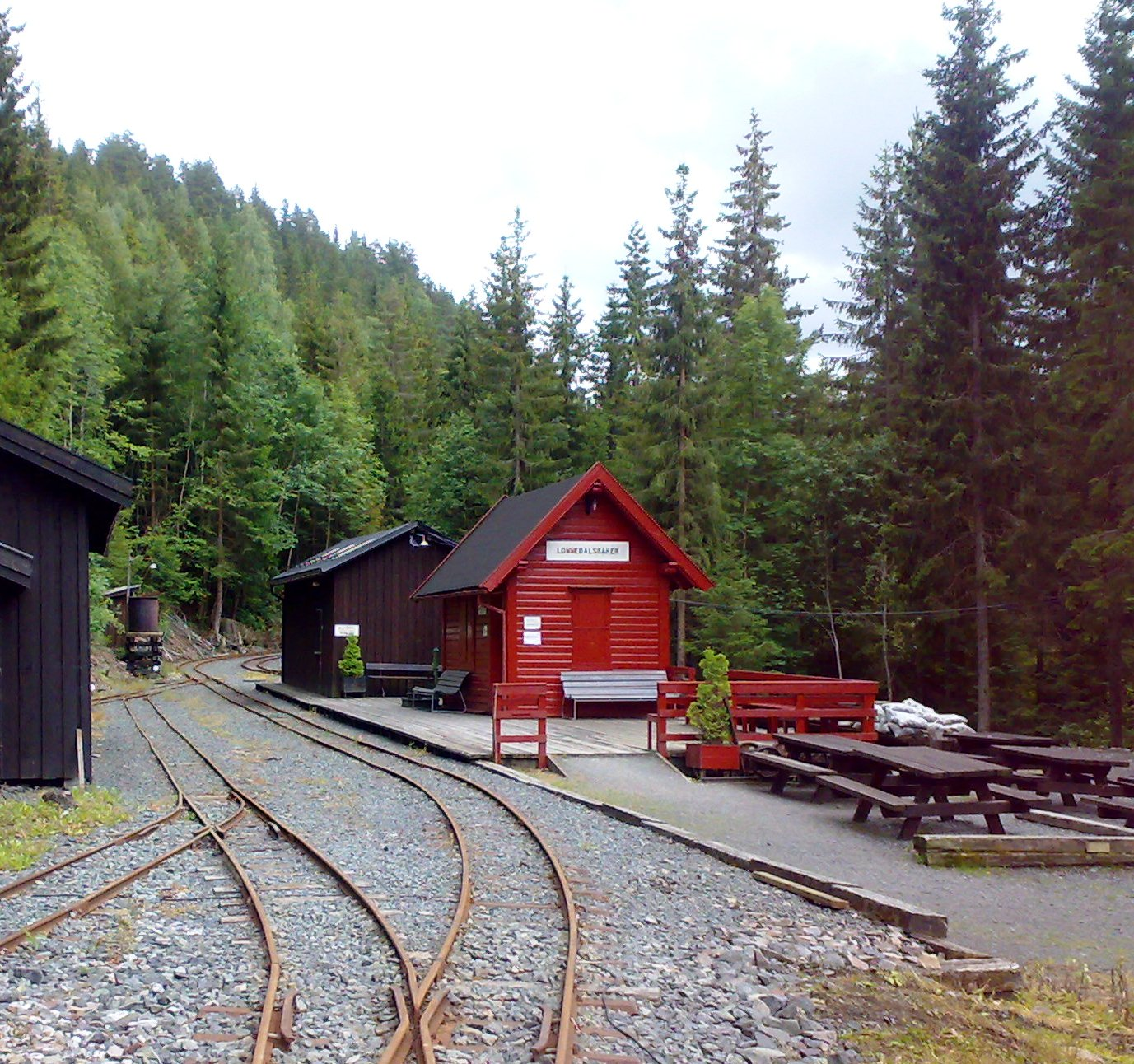
Lommedalsbanen